# Tredjemansavtal
Tredjemansavtal är avtal genom vilka två personer berättigar en tredje att framställa krav mot någon eller båda av de två förstnämnda. Ett exempel är ett avtal genom vilket företag A och företag B kommer överens att B:s dotterbolag C skall få kräva betalt enligt avtalet av A. Tredjemansavtal är således ett undantag från principen om avtalets subjektiva begränsning.
Det motsatta förhållandet, att A och B avtalar, att C skall avstå från något, som C har rätt till, har ingen för C bindande verkan. Jämför avtalslagen 36 § (oskäligt avtalsvillkor jämkas eller lämnas utan avseende).